# جوئل بوژوان
جوئل بوژوان (انگلیسی: Joël Beaujouan؛ زادهٔ ۱۱ اکتبر ۱۹۴۸) بازیکن فوتبال اهل فرانسه است.
از باشگاه‌هایی که در آن بازی کرده‌است می‌توان به باشگاه فوتبال والنسین و باشگاه ورزشی آمیان اشاره کرد.